# József Zakariás
József Zakariás (Boedapest, 25 maart 1924 – aldaar, 22 november 1971) was een Hongaars voetballer.

## Carrière
Zakariás begon zijn carrière in 1944 bij MTK Hungária FC, dat in die tijd verschillende namen kende, zoals Gamma FC en Budai MSE. Met de ploeg behaalde hij twee landstitels en 1 beker. De ploeg won ook de Mitropacup 1955.
In 1947 werd hij Hongaars international. Hij kwam terecht in het vedettenteam dat de Magische Magyaren werd genoemd, waar hij speelde met wereldsterren als Ferenc Puskás en Sándor Kocsis. Zakariás speelde 35 interlands voor Hongarije. Hij won met de ploeg goud op de Olympische Zomerspelen 1952. Tijdens het Wereldkampioenschap voetbal 1954 speelde Zakariás vier van de vijf wedstrijden. Voor de finale was hij op stap geweest, waarop de trainer Zakariás niet opstelde in de finale. Hij speelde daarna nooit meer voor Hongarije. 
Hij overleed als eerste van de Magische Magyaren op 47-jarige leeftijd in 1971.